# Olympische Winterspiele 1936/Teilnehmer (Finnland)
| Gelbes Symbol für Goldmedaillen mit stilisierten Olympischen Ringen | Graues Symbol für Silbermedaillen mit stilisierten Olympischen Ringen | Braundes Symbol für Bronzemedaillen mit stilisierten Olympischen Ringen |
| ------------------------------------------------------------------- | --------------------------------------------------------------------- | ----------------------------------------------------------------------- |
| 1                                                                   | 2                                                                     | 3                                                                       |

Finnland nahm an den IV. Olympischen Winterspielen 1936 in Garmisch-Partenkirchen mit einer Delegation von 19 Athleten an fünf Sportarten teil. Dabei konnten die Athleten sechs Medaillen erringen, davon eine Gold-, zwei Silber- und drei Bronzemedaillen und belegten damit im Medaillenspiegel den vierten Platz. Es war die vierte Teilnahme Finnlands an Olympischen Winterspielen.
Bei der Eröffnungsfeier wurde die Fahne von dem Skilangläufer Sulo Nurmela getragen, welcher beim Skilanglaufwettbewerb über die 18 Kilometer an den Start gegangen ist. Der jüngste finnische Teilnehmer war der 19-jährige Antero Ojala und der älteste war der 32-jährige Marcus Nikkanen. Während Nikkanen beim Eiskunstlauf an den Start ging, startete Ojala im Eisschnelllauf und gewann über die 5000 Meter die Bronzemedaille. Der einzige finnische Athlet, der mehr als eine Medaille gewinnen konnte, war der Eisschnellläufer Birger Wasenius. Er gewann zwei Silber- und eine Bronzemedaille.

## Medaillen

### Medaillenspiegel
| Rang   | Sportart       | G | S | B | Gesamt |
| ------ | -------------- | - | - | - | ------ |
| 1      | Skilanglauf    | 1 | 0 | 1 | 2      |
| 2      | Eisschnelllauf | — | 2 | 2 | 4      |
| Gesamt | Gesamt         | 1 | 2 | 3 | 6      |

### Medaillengewinner

#### Gold
| Name                                                    | Sportart    | Geschlecht | Wettbewerb |
| ------------------------------------------------------- | ----------- | ---------- | ---------- |
| Kalle Jalkanen Klaes Karppinen Matti Lähde Sulo Nurmela | Skilanglauf | männlich   | Staffel    |

#### Silber
| Name            | Sportart       | Geschlecht | Wettbewerb |
| --------------- | -------------- | ---------- | ---------- |
| Birger Wasenius | Eisschnelllauf | männlich   | 5000 m     |
| Birger Wasenius | Eisschnelllauf | männlich   | 10.000 m   |

#### Bronze
| Name            | Sportart       | Geschlecht | Wettbewerb |
| --------------- | -------------- | ---------- | ---------- |
| Pekka Niemi     | Skilanglauf    | männlich   | 18 km      |
| Antero Ojala    | Eisschnelllauf | männlich   | 5000 m     |
| Birger Wasenius | Eisschnelllauf | männlich   | 1500 m     |

## Teilnehmer nach Sportarten

### Eiskunstlauf
| Athleten        | Wettbewerbe | PF | FS | Punkte | Platzierung | Rang |
| --------------- | ----------- | -- | -- | ------ | ----------- | ---- |
| Männer          |             |    |    |        |             |      |
| Marcus Nikkanen | Einzel      | 6  | 9  | 380.7  | 54          | 7    |

### Eisschnelllauf
Birger Wasenius startete in allen Eisschnelllaufwettbewerben und konnte drei Medaillen gewinnen. Über die 5000 und die 10.000 Meter gewann er jeweils Silber und über die 1500 Meter die Bronzemedaille. Über die 5000 Meter konnte der jüngste finnische Olympiateilnehmer die Bronzemedaille gewinnen.
| Athleten        | Wettbewerb | Zeit        | Rang   |
| --------------- | ---------- | ----------- | ------ |
| Ossi Blomqvist  | 500 m      | 46,2 s      | 19     |
| Ossi Blomqvist  | 1500 m     | 2:23,2 min  | 09     |
| Ossi Blomqvist  | 5000 m     | 8:36,6 min  | 06     |
| Ossi Blomqvist  | 10.000 m   | 17:42,4 min | 05     |
| Åke Ekman       | 1500 m     | 2:27,2 min  | 20     |
| Åke Ekman       | 5000 m     | 9:00,4 min  | 22     |
| Antero Ojala    | 500 m      | 44,9 s      | 08     |
| Antero Ojala    | 1500 m     | 2:23,2 min  | 09     |
| Antero Ojala    | 5000 m     | 8:30,1 min  | Bronze |
| Antero Ojala    | 10.000 m   | 17:46,6 min | 07     |
| Jorma Ruissalo  | 500 m      | 44,9 s      | 08     |
| Birger Wasenius | 500 m      | 44,9 s      | 08     |
| Birger Wasenius | 1500 m     | 2:20,9 min  | Bronze |
| Birger Wasenius | 5000 m     | 8:23,3 min  | Silber |
| Birger Wasenius | 10.000 m   | 17:28,2 min | Silber |

### Nordische Kombination
Bei der zweiten Disziplin der Nordischen Kombination, dem Skispringen, konnte Lauri Valonen, welche er auch bei den Wettbewerb der Spezialspringer am Start war, den ersten Rang belegen. Durch den schlechten Skilanglauf, wo er nur den 26. Platz belegte, belegte er nur den vierten Platz und konnte den Dreifachsieg der Norweger nicht verhindern.
| Athleten       | Wettbewerb | Skilanglauf | Skilanglauf | Skilanglauf | Skispringen | Skispringen | Skispringen | Skispringen | Gesamt       | Gesamt |
| Athleten       | Wettbewerb | Zeit        | Punkte      | Rang        | Weite 1     | Weite 2     | Punkte      | Rang        | Gesamtpunkte | Rang   |
| -------------- | ---------- | ----------- | ----------- | ----------- | ----------- | ----------- | ----------- | ----------- | ------------ | ------ |
| Männer         |            |             |             |             |             |             |             |             |              |        |
| Pertti Mattila | Individual | 1:26:21 h   | 179,7       | 25          | 45,0 m      | 47,0 m      | 188,7       | 21          | 368,4        | 19     |
| Timo Murama    | Individual | 1:24:52 h   | 187,5       | 13          | 49,0 m      | 48,0 m      | 205,8       | 05          | 393,3        | 07     |
| Niilo Nikunen  | Individual | 1:23:59 h   | 192,2       | 09          | 47,5 m      | 45,5 m      | 191,6       | 15          | 383,8        | 10     |
| Lauri Valonen  | Individual | 1:26:34 h   | 178,6       | 26          | 52,0 min    | 54,5 min    | 222,6       | 01          | 401,2        | 04     |

### Skilanglauf
Beim erstmals ausgetragenen Staffelwettbewerb gewann die finnische Staffel bestehend aus Kalle Jalkanen, Klaes Karppinen, Matti Lähde und Sulo Nurmela die Goldmedaille vor Norwegen und Schweden. Zudem konnte Pekka Niemi im Skilanglaufwettbewerb über die 18 Kilometer den dritten Platz belegen und gewann damit die Bronzemedaille. Durch diese beiden Medaillen war der Skilanglauf die erfolgreichste Sportart der Finnen bei den Olympischen Winterspielen 1936.
| Athleten                                                | Wettbewerb | Zeit      | Rang   |
| ------------------------------------------------------- | ---------- | --------- | ------ |
| Männer                                                  |            |           |        |
| Frans Heikkinen                                         | 50 km      | 3:42:44 h | 07     |
| Kalle Heikkinen                                         | 50 km      | 3:54:25 h | 14     |
| Kalle Jalkanen                                          | 18 km      | 1:19:27 h | 12     |
| Klaes Karppinen                                         | 50 km      | 3:39:33 h | 05     |
| Matti Lähde                                             | 18 km      | 1:20:21 h | 15     |
| Pekka Niemi                                             | 18 km      | 1:16:59 h | Bronze |
| Pekka Niemi                                             | 50 km      | 3:44:14 h | 08     |
| Sulo Nurmela                                            | 18 km      | 1:18:20 h | 07     |
| Kalle Jalkanen Klaes Karppinen Matti Lähde Sulo Nurmela | Staffel    | 2:41:33 h | Gold   |

### Skispringen
| Athleten       | Wettbewerb    | Sprung 1 | Sprung 1 | Sprung 1 | Sprung 2 | Sprung 2 | Sprung 2 | Gesamt | Gesamt |
| Athleten       | Wettbewerb    | Weite    | Punkte   | Rang     | Weite    | Punkte   | Rang     | Punkte | Rang   |
| -------------- | ------------- | -------- | -------- | -------- | -------- | -------- | -------- | ------ | ------ |
| Männer         |               |          |          |          |          |          |          |        |        |
| Sauli Pälli    | Normalschanze | 71,0 m   | 042,7    | 47       | 68,5 m   | 037,6    | 47       | 080,3  | 47     |
| Timo Murama    | Normalschanze | 71,0 m   | 100,9    | 22       | 70,0 m   | 101,3    | 21       | 202,2  | 24     |
| Väinö Tiihonen | Normalschanze | 71,5 m   | 108,0    | 09       | 70,0 m   | 107,3    | 07       | 215,3  | 09     |
| Lauri Valonen  | Normalschanze | 73,5 m   | 113,2    | 05       | 67,0 m   | 106,2    | 11       | 219,4  | 06     |